# Raimundo IV de Tolosa
Raimundo IV de Tolosa o Raimundo I de Trípoli (1042-1105), también conocido como Raimundo de Saint-Gilles, conde de Tolosa, marqués de Provenza y uno de los cabecillas más importantes de la Primera Cruzada y primer conde de Trípoli. Hijo del conde Ponce de Tolosa y de Almodis de la Marca, sucedió a su hermano, Guillermo IV como conde de Tolosa.
Según fuentes armenias, Raimundo había perdido un ojo en una peregrinación anterior a Jerusalén, pero lo más probable es que esta afirmación se refiera al hecho de que era ciego de un ojo (monoculus). Había luchado en la Reconquista española antes de 1096, y fue el primero en unirse a la Cruzada después del sermón realizado por el papa Urbano II en el Concilio de Clermont.
Se casó en tres ocasiones, y fue excomulgado por dos de dichas bodas, dado el grado de consanguinidad existente con las esposas. Su primera esposa era a la vez prima suya, y madre de su hijo Beltrán.   Su segunda mujer, Matilde, hija del rey Roger I de Sicilia.  La tercera esposa se llamaba Elvira y era hija ilegítima del rey Alfonso VI de León y hermana entera de la condesa de Portugal Teresa de León, y con ella tuvo a Alfonso Jordán.

## La cruzada
Raimundo era profundamente religioso y deseaba morir en Tierra Santa, de modo que cuando se realizó el llamamiento para la cruzada fue de los primeros en responder. Era el más viejo y el más rico de los cruzados; abandonó Tolosa en 1096 con un gran ejército y acompañado de su mujer Elvira, su hijo Beltrán y Ademar, obispo de Le Puy, legado papal. Llegaron hasta Dirraquio y posteriormente al este de Constantinopla, idéntica ruta a la seguida por Bohemundo de Tarento. A finales de abril de 1097 ya en Constantinopla, fue el único cruzado que se negó a rendir vasallaje a Alejo I Comneno, a cambio de ello hizo juramento de amistad, y le ofreció su ayuda contra Bohemundo, enemigo tanto de Raimundo como de Alejo.
Estuvo presente en el sitio de Nicea, así como en la batalla de Dorilea en 1097, pero donde llevó a cabo su mejor actuación fue en la toma de Antioquía. Los cruzados creyeron que los turcos selyúcidas habían huido de la ciudad, motivo por el que Raimundo envío su ejército para ocuparla, con ello ofendió a Bohemundo que quería la ciudad para él. Mientras tanto, la ciudad no había sido abandonada por los turcos y tuvo que ser conquistada por los cruzados, conquista que pudo ser realizada en junio de 1098 después de un largo sitio en el que las complicaciones dentro del ejército cruzado fueron enormes. Raimundo conquistó el palatium Cassiani (entonces palacio del Emir) y la torre que se situaba sobre la puerta del puente. Al poco tiempo los cruzados quedaron sitiados a su vez dentro de la ciudad por Kerbogha, durante este segundo sitio Raimundo se encontraba enfermo, pero sus seguidores llevaron a cabo una intensa actividad espiritual que desembocó en el descubrimiento de la Lanza Sagrada por parte de un monje llamado Pedro Bartolomé.

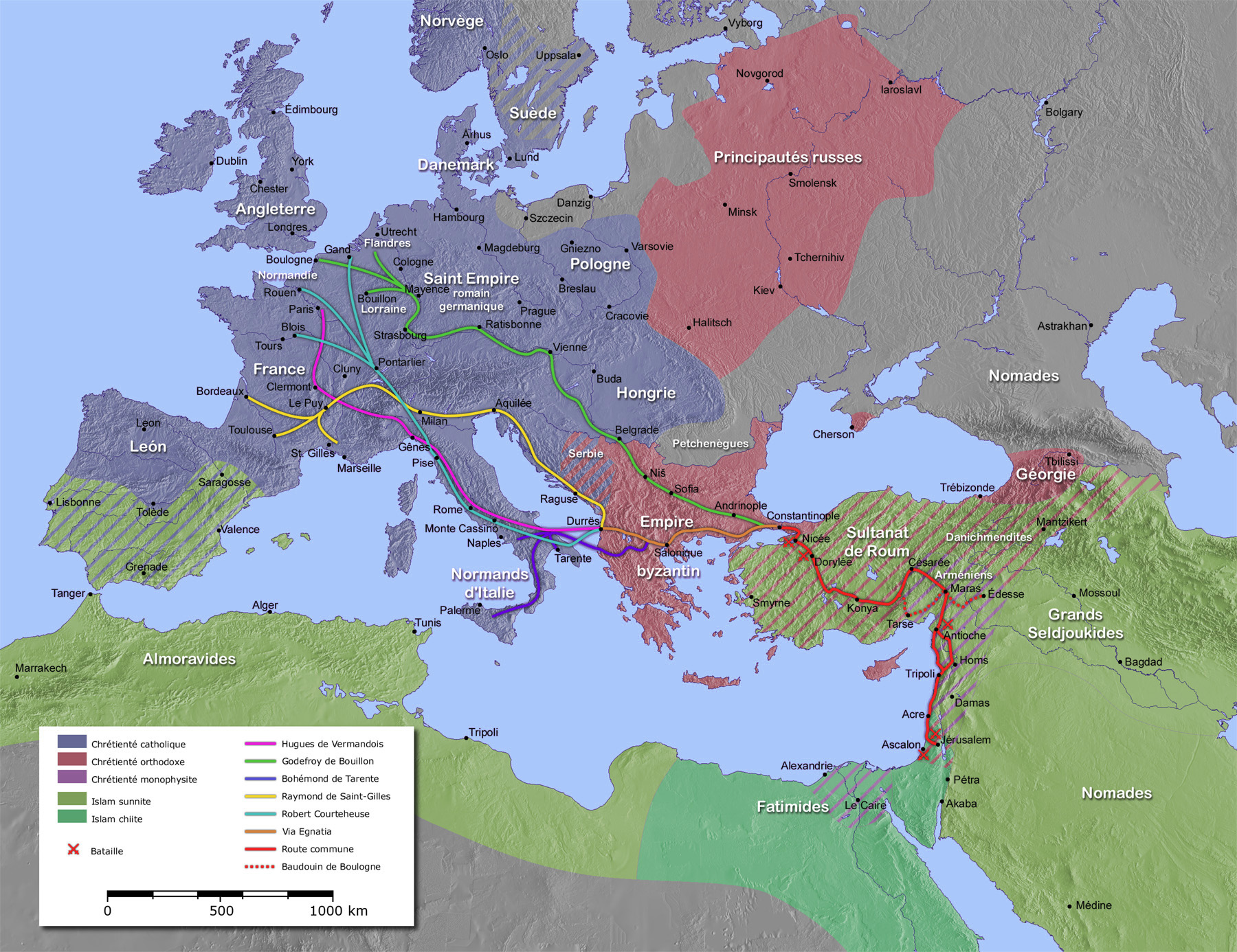
Rutas de los líderes de la Primera Cruzada. Raimundo IV de Tolosa siguió el trayecto marcado en amarillo, después el naranja, y a partir de Constantinopla el rojo.

El milagro del descubrimiento de la Lanza elevó la moral de los cruzados, y para su sorpresa pudieron derrotar a Kerbogha en una batalla a las afueras de Antioquía. La Lanza pasó a ser una reliquia entre los seguidores de Raimundo, a pesar del escepticismo de Ademar y la incredulidad de Bohemundo que veía en ello una burla. De hecho, el monje Pedro Bartolomé tuvo que soportar varias pruebas para demostrar la veracidad del descubrimiento, pruebas que le dejaron tales lesiones que murió a los pocos días. Raimundo se negó a entregar a Bohemundo la parte de la ciudad que había conquistado, recordándole que debía entregarla al emperador bizantino Alejo I, tal y como había jurado al rendirle vasallaje. Con todo esto no tardaron en surgir rencillas y luchas abiertas entre los partidarios de uno y del otro, en parte por la veracidad de la Lanza y en parte por la posesión de Antioquía.
La mayor parte de los caballeros menores así como los soldados de a pie, querían continuar su camino hacia Jerusalén, por lo que consiguieron convencer a Raimundo para que los condujera hasta allí en otoño de 1098. Raimundo continuó llevando a cabo el asedio de la ciudad de Ma’arrat al-Numan aunque dejó un pequeño destacamento de sus tropas en Antioquía, donde se quedó Bohemundo. Ademar muríó en Antioquía, y Raimundo con el prestigio que le había dado el descubrimiento de la Santa Lanza pasó a ser el nuevo jefe de la Cruzada. Esta jefatura no subyugó a Bohemundo, que al poco de la partida de Raimundo no dudó en expulsar su destacamento de la ciudad en enero de 1099. Raimundo, al igual que había hecho Balduino en Edesa y ahora Bohemundo comenzó a buscar una ciudad para sí mismo, partió de Ma’arrat que había conquistado en diciembre de 1098 para introducirse en el emirato de Trípoli, iniciando el asedio de Arqa en febrero de 1099, por lo que parece con el fin de crear un territorio independiente al sur de Antioquía para limitar en lo posible el poder de Bohemundo, impidiendo su expansión hacia el sur.
El asedio de Arqa, ciudad situada fuera de Trípoli, resultó más largo de lo esperado. No obstante, Raimundo conquistó la ciudad de Hisn al-Akrad, una fortaleza que después se convertiría en el famoso castillo de Krak de los Caballeros, su obstinación en conquistar Trípoli retrasó la marcha hacia Jerusalén, de modo que todo el apoyo que había conseguido tras la toma de Antioquía lo perdió. Finalmente aceptó continuar hacia Jerusalén y comenzó la partida el 13 de mayo de 1099, después de un asedio de varios meses la ciudad cayó en manos de los cruzados el 15 de julio. Se le ofreció la corona del nuevo reino de Jerusalén, lo que rehusó ya que no estaba de acuerdo en gobernar la ciudad en la que Jesús había sufrido. Dijo que se estremecía solo de pensar en que se le pudiera llamar “Rey de Jerusalén”; todo parece indicar que Raimundo sabía que el ofrecimiento no era sincero, ni siquiera deseado, y con tan hábil respuesta pretendía evitar que Godofredo de Bouillón fuera hecho rey; sin embargo, este, más hábil todavía, respondió de igual modo autodenominándose Sancti Sepulchri advocatus, pero siendo de hecho el rey del nuevo reino. También es perfectamente posible que deseara continuar con el asedio de Trípoli en vez de permanecer en Jerusalén. Sin embargo, se mostró renuente a entregar la Torre de David en Jerusalén, torre que había conquistado con sus hombres después de la toma de la ciudad y que solo con grandes dificultades Godofredo de Bouillon consiguió recobrar.

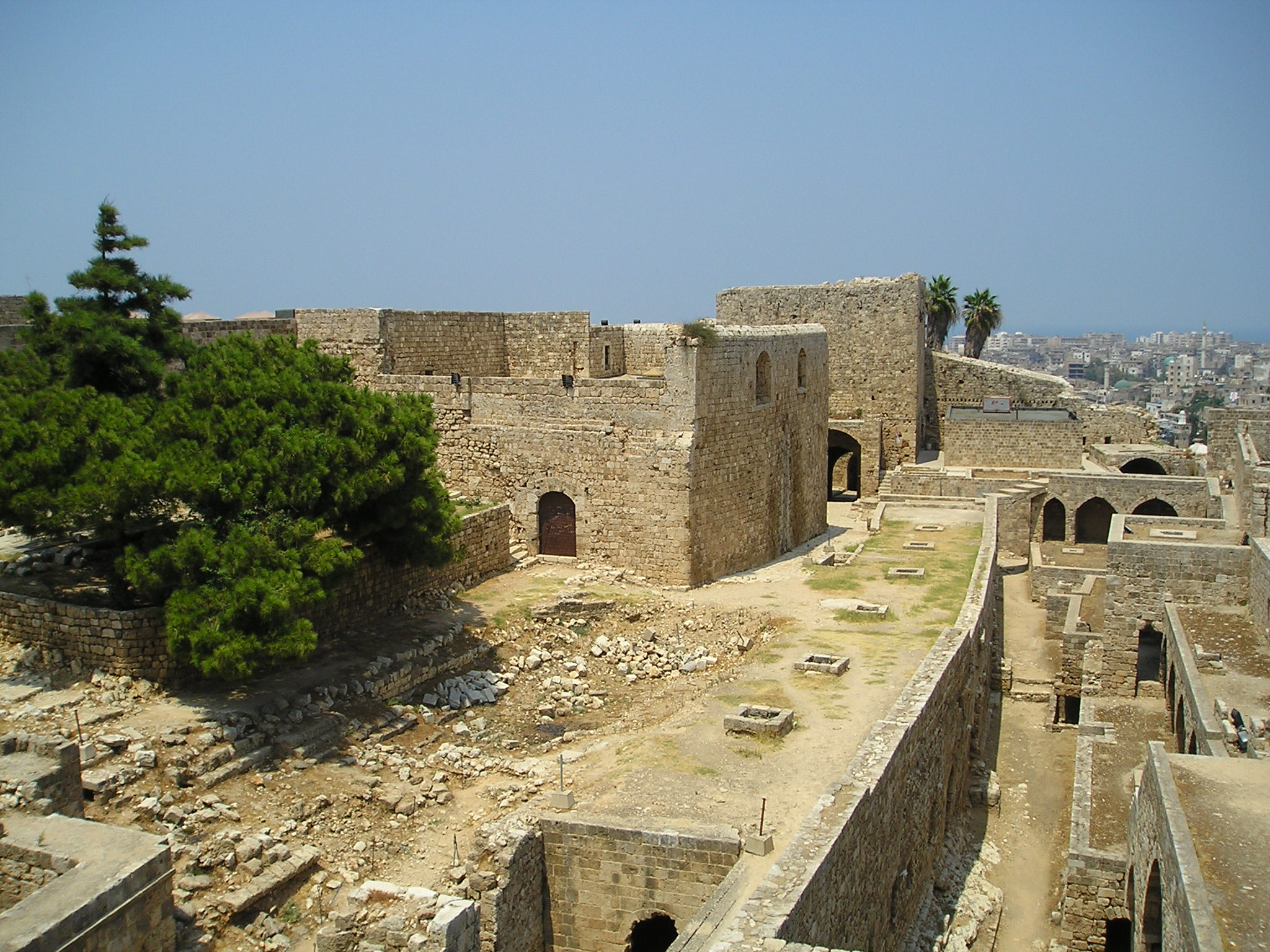
Ciudadela de Raimundo de Tolosa en Trípoli (Líbano).

Raimundo también participó en la batalla de Ascalón, que tuvo lugar al poco tiempo de la toma de Jerusalén, en la que fue derrotado un ejército proveniente de Egipto, Raimundo quería ocupar Ascalón para él, en vez de entregarlo a Godofredo, y entre tanta disputa Ascalón se libró de ser conquistada, lo que no se realizaría hasta 1153. Más tarde, Godofredo también le culparía de no haber podido conquistar Arsuf. Posteriormente, Raimundo se dirigió al norte y su primera acción fue contra Bohemundo, en el invierno de 1099-1110, conquistando Laodicea (hacía poco tiempo Bohemundo la había tomado a los Bizantinos). Desde Laodicea Raimundo se dirigió a Constantinopla, donde se alió con Alejo I, el mayor enemigo de Bohemundo, ya que por entonces este intentaba expandir su Principado de Antioquía a costa de territorios bizantinos y el recelo de algunos nobles Cruzados.
Raimundo, ya en Constantinopla, se unió a la llamada Cruzada de 1101, cruzada que fue un fiasco al ser completamente derrotados en Heraclea (Anatolia). Raimundo junto con algunos otros nobles cruzados consiguió escapar y volver a Constantinopla. En 1102 viajó en barco desde dicha ciudad hasta Antioquía, donde fue apresado por Tancredo, ahora regente, mientras Bohemundo estaba prisionero de los turcos, consiguiendo que Tancredo lo liberara después de prometer que no intentaría más conquistas entre Antioquía y Acre. Al poco de ser liberado, rompió su promesa y atacó la ciudad de Tartus. Construyó un castillo en el Monte Peregrino (al que se conocía como Sangils, contracción del nombre de Raimundo) con el fin de atacar desde él la ciudad de Trípoli. En su ataque Alejo I ayudó a Raimundo, ya que prefería un estado aliado, para equilibrar el estado hostil de Antioquía.
En 1105 el cadí de Trípoli con toda su guarnición ataca e incendia el castillo del Monte Peregrino donde el propio Raimundo sufre graves quemaduras que le causarán la muerte cinco meses después en una atroz agonía. Le sucedió su sobrino Guillermo Jordán, quien en 1109 y con la ayuda del rey Balduino I de Jerusalén, consiguió conquistar la ciudad de Trípoli y establecer el Condado del mismo nombre. Ese mismo año, Guillermo Jordán fue depuesto por el hijo mayor de Raimundo, Beltrán, y el condado permaneció en manos de los herederos del conde de Tolosa a lo largo de todo el siglo XII.
Raimundo es uno de los personajes más controvertidos de la Primera Cruzada y también uno de los más importantes, el único que estuvo a la altura de Bohemundo, aquel a quien, sobre todo, los tafur veían como caudillo (pueblo bajo de la Cruzada, que tomaron el nombre, irónicamente, de la palabra armenia que significa rey). Las crónicas contemporáneas, la propaganda normanda y la historiografía moderna, no siempre le han hecho justicia. También es una exageración la calificación de ser el príncipe más destacado de la caballería cristiana. La crónica que Raimundo de Aguilers, un oficial de Raimundo de Tolosa, escribió sobre las Cruzadas, todo ello desde el punto de vista de su Señor, no resultan muy fiables al ser un panegírico más que un relato objetivo.